# Ligue 1 (Ivoorkust)
De Ligue 1 is de hoogste voetbaldivisie in Ivoorkust. De competitie werd in 1960 opgericht.

## Clubs 2015/16

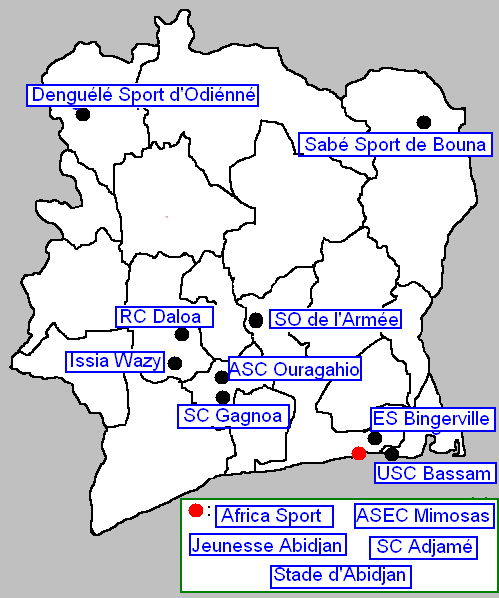
Verdeling van clubs over het land. Situatie in maart 2008.

| Club                      | Plaats       |
| ------------------------- | ------------ |
| Academia F. Amadou Diallo | Djékanou     |
| Africa Sports National    | Abidjan      |
| AS Denguélé               | Odienné      |
| AS Indenié                | Abengourou   |
| AS Tanda                  | Tanda        |
| ASEC Mimosas              | Abidjan      |
| CO Korhogo                | Korhogo      |
| Jeunesse Club d'Abidjan   | Abidjan      |
| Moossou FC                | Grand-Bassam |
| SC Gagnoa                 | Gagnoa       |
| Séwé Sport                | San-Pédro    |
| SO Armée                  | Yamoussoukro |
| Stade d'Abidjan           | Abidjan      |
| Yopougon FC               | Yopougon     |

## Kampioenschappen
| - 1960 : Onze Frères de Bassam - 1961 : Onze Frères de Bassam - 1962 : Stade d'Abidjan - 1963 : ASEC Mimosas - 1964 : Stade d'Abidjan - 1965 : Stade d'Abidjan - 1966 : Stade d'Abidjan - 1967 : Africa Sports National - 1968 : Africa Sports National - 1969 : Stade d'Abidjan - 1970 : ASEC Mimosas - 1971 : Africa Sports National - 1972 : ASEC Mimosas - 1973 : ASEC Mimosas - 1974 : ASEC Mimosas - 1975 : ASEC Mimosas - 1976 : SC Gagnoa - 1977 : Africa Sports National |  | - 1978 : Africa Sports National - 1979 : Stella Club d'Adjamé - 1980 : ASEC Mimosas - 1981 : Stella Club d'Adjamé - 1982 : Africa Sports National - 1983 : Africa Sports National - 1984 : Stella Club d'Adjamé - 1985 : Africa Sports National - 1986 : Africa Sports National - 1987 : Africa Sports National - 1988 : Africa Sports National - 1989 : Africa Sports National - 1990 : ASEC Mimosas - 1991 : ASEC Mimosas - 1992 : ASEC Mimosas - 1993 : ASEC Mimosas - 1994 : ASEC Mimosas - 1995 : ASEC Mimosas |  | - 1996 : Africa Sports National - 1997 : ASEC Mimosas - 1998 : ASEC Mimosas - 1999 : Africa Sports National - 2000 : ASEC Mimosas - 2001 : ASEC Mimosas - 2002 : ASEC Mimosas - 2003 : ASEC Mimosas - 2004 : ASEC Mimosas - 2005 : ASEC Mimosas - 2006 : ASEC Mimosas - 2007 : Africa Sports National - 2008 : Africa Sports National - 2009 : ASEC Mimosas - 2010 : ASEC Mimosas - 2011 : Africa Sports National - 2012 : Séwé Sports - 2013 : Séwé Sports |  | - 2014 : Séwé Sports - 2015 : AS Tanda - 2016 : AS Tanda - 2017 : ASEC Mimosas - 2018 : ASEC Mimosas - 2019 : SO Armée - 2020 : Racing Club Abidjan - 2021 : ASEC Mimosas - 2022 : ASEC Mimosas - 2023 : ASEC Mimosas |

| Club                   | Titels | Club                  | Titels |
| ---------------------- | ------ | --------------------- | ------ |
| ASEC Mimosas           | 29     | Séwé Sports           | 3      |
| Africa Sports National | 17     | Onze Frères de Bassam | 2      |
| Stade d'Abidjan        | 5      | AS Tanda              | 2      |
| Stella Club d'Adjamé   | 3      | SC Gagnoa             | 1      |

AFAD Djékanou - Lys FC Sassandra - ASEC Mimosas - FC San-Pédro - FC Mouna - Africa Sports d'Abidjan - SOL FC - AS Denguélé - Société Omnisports de l'Armée - Bouaké FC - Stade d'Abidjan - FC Olympic Sport d'Abobo - Stella Club d'Adjamé - Zoman FC - Racing Club d'Abidjan - CO Korhogo